# Selliguea okamotoi
Selliguea okamotoi är en stensöteväxtart som först beskrevs av Tag., och fick sitt nu gällande namn av Ralf Knapp. Selliguea okamotoi ingår i släktet Selliguea och familjen Polypodiaceae. Inga underarter finns listade.